# Novokrasni (Krasnodar)
Novokrasni (del ruso: Новокрасный) es un selo del raión de Gulkévichi del krai de Krasnodar, en el sur de Rusia. Está situado a orillas del río Zelenchuk Vtoroi, 25 km al sureste de Gulkévichi y 133 km al este de Krasnodar, la capital del krai. Tenía 513 habitantes en 2010. Es cabeza del municipio  Púshkinskoye.